# Iarmuman
Iarmhumhain (Ortografías anteriores: Iarmuman, Iarmumu o Iarluachair) fue un Reino de los inicios del cristianismo en el oeste de Munster, en Irlanda. Sus gobernantes estaban emparentados con la principal dinastía de Munster, los Eóganachta. Eran conocidos como Eóganacht Locha Léin o Ui Chairpri Lúachra y se asentaban en torno a Killarney, Condado de Kerry en Loch Léin. El nombre Iarluachair significa al oeste de los montes Sliabh Luachra. 
La dinastía se estableció en el siglo V y el reino fue semiindependiente desde el siglo VI con respecto a los reyes de Munster, con sede en Cashel. Gobernaban sobre otros reinos menores de la zona como los Ciarraige Luachra, Corcu Duibne y Corcu Loígde y en la cúspide de su poder llegaron a gobernar áreas del oeste de Thomond incluyendo Corcu Baiscinn y Corco Mruad y quizás incluso con alguna autoridad sobre los Uí Fidgenti de Limerick y los Eóganacht Raithlind de Cork.
Iarmhumhain decayó a finales del siglo VIII y comienzos del ix. La pérdida de Ciarraige Luachra que pasó a ser controlado directamente desde Cashel durante el reinado de Feidlimid mac Cremthanin (m. 846) acabó debilitando el reino. La última vez que el término de Rey de Iarmuman fue utilizado en los Anales de Innisfallen fue en 791 y en los Anales de Ulster en 833. La dinastía comenzó a utilizar el título de reyes de Loch Léin.

## Reyes de Iarmuman
- Coirpre Luachra mac Cuirc (mid Siglo V)
- Maine mac Coirpri
- Dauí Iarlaithe mac Maithni (Circa 500)
- Cobthach mac Dauí Iarlaithe
- Crimthann mac Cobthaig (siglo VI)
- Áed Bennán mac Crimthainn (muerto 618)
- Áed Dammán mac Crimthainn (muerto o 633)
- Máel Dúin mac Áedo Bennán (muerto 661)
- Congal mac Máele Dúin (muerto 690)
- AI700.1 Kl. Muerte de Mael Bracha, rey de IarMumu. (Ve Anales de Inisfallen)
- Cú Dínaisc mac Foirchellaig (Muerto 717)
- Áed mac Conaing (Muerto 734)
- Cairpre mac Con Dínaisc (Muerto 747)
- Máel Dúin mac Áedo (Muerto 786)
- Cú Chongelt mac Cairpri (Muerto 791)
- Áed Allán mac Coirpri (Muerto 803)
- Cobthach mac Máele Dúin (Muerto 833)
- Máel Crón mac Cobthaig (Muerto 838)